# Kenneth McKellar
Kenneth McKellar (Paisley, Escócia, Reino Unido, 23 de junho de 1927 † 9 de abril de 2010) foi um tenor escocês.

## Carreira
McKellar estudou engenharia florestal na Universidade de Aberdeen, depois de ter tirado o curso, trabalhou como engenheiro para a Scottish Forestry Commission. Mais tarde trabalhou como cantor de ópera no Royal College of Music. Mais tarde começou a cantar canções tradicionais escocesas e outros trabalhos. Os seus álbuns de canções de Robert Burns (agora digitalizado) são considerados pelos musicólogos como interpretações definitivas. 
Em 1964, fez uma tourné pela Nova Zelândia. Durante as décadas de 1960 e 1970, surgiu num programa da BBC, ao lado de Jimmy Shand e Andy Stewart. 
Em 1966, a BBC selecionou-o como representante do Reino Unido no Festival Eurovisão da Canção 1966 no Luxemburgo. Ele cantou 5 canções, tendo os espetadores britânicos escolhido a canção "A Man Without Love" como a canção britânica do Festival Eurovisão da Canção 1966. No dia 5 de março de 1966, no Luxemburgo, a canção terminou em 9.º lugar, obtendo a pior classificação até 1978, em Paris. De referir que ele envergou o tradicional kilt escocês, durante a interpretação da canção na Eurovisão. McKellar recebeu apenas votos de dois países, incluindo a Irlanda que lhe deu a pontuação máxima.
"A Man Without Love" subiu ao #30 no UK Singles Chart em março de 1966. Os seus álbuns The World of Kenneth McKellar (1969) e Ecco Di Napoli (1970), estiveram um total de 30 semanas no had UK Albums Chart.
McKellar gravou a maioria dos discos para a editora/gravadora Decca Records label. McKellar também gravou termas clássicos como "Messias" de Händel, com Joan Sutherland numa interpretação orquestrada por Sir Adrian Boult.

## Morte
McKellar morreu de câncer pancreático/cancro do pâncreas com 82 anos, na casa da sua filha, próxima do Lago Tahoe, nos Estados Unidos da América, em 9 de abril de 2010.